# Википедија на пољском језику
Википедија на пољском језику (пољ. Wikipedia polskojęzyczna) је верзија Википедије на пољском језику, слободне енциклопедије, која данас има 1.658.873 чланака и заузима на листи Википедија 8. место.